# Pekka Hautamäki
Pekka Hautamäki (ur. 9 czerwca 1955 w Seinäjoki) – fiński żużlowiec.

## Życiorys
Srebrny medalista indywidualnych mistrzostw Finlandii (Tampere 1981). Czterokrotny złoty medalista mistrzostw Finlandii par (1977, 1980, 1983, 1985). Złoty medalista drużynowych mistrzostw Finlandii (1986).
Wielokrotny reprezentant Finlandii w eliminacjach drużynowych mistrzostw świata oraz indywidualnych mistrzostw świata (najlepsze wyniki: dwukrotnie XIV miejsca w finałach skandynawskich, Fjelsted 1982 oraz Norrköping 1984).